# Thomas Schaaf
Thomas Schaaf (* 30. April 1961 in Mannheim) ist ein ehemaliger deutscher Fußballspieler und heutiger -trainer sowie -funktionär. Von seiner Kindheit an war er in den Jahren 1972 bis 2013 als Spieler, Jugendtrainer und schließlich Cheftrainer über 40 Jahre lang bei Werder Bremen aktiv. Als Spieler und Trainer gewann Schaaf mit dem Verein drei deutsche Meisterschaften, fünfmal den DFB-Pokal und 1992 den Europapokal der Pokalsieger. Nach einem Jahr Pause übernahm er erstmals einen anderen Verein und arbeitete in der Saison 2014/15 als Trainer von Eintracht Frankfurt. In der Saison 2015/16 trainierte Schaaf für zehn Spiele den Bundesligisten Hannover 96. Von 2018 bis 2021 arbeitete Schaaf als Technischer Direktor bei Werder Bremen.

## Biografie
Schaaf verlor früh seinen Vater. Im Jahr 1965 zog seine Mutter mit ihm und seinem Bruder nach Bremen. Sie wohnten am Brommy-Platz in Sichtweite zum Weserstadion. 1972 wurde er Mitglied beim SV Werder Bremen.
Er besitzt die Fachhochschulreife und hat an der Deutschen Sporthochschule Köln eine Ausbildung zum Fußballlehrer absolviert. Er ist verheiratet und hat eine Tochter.
Seit 2004 engagiert sich Schaaf als Botschafter für das Zentrum für trauernde Kinder und Jugendliche in Bremen. Zudem war Schaaf 2008 für die in Bremen ansässige Deutsche Gesellschaft zur Rettung Schiffbrüchiger (DGzRS) als „Bootschafter“ im Einsatz.

## Spielerkarriere
Schaaf ist seit dem 1. Juli 1972 Mitglied bei Werder Bremen; bis 1979 als Jugendspieler, anschließend bis 1995 als Profi. Er bestritt im Werder-Trikot 262 Bundesliga- und 19 Zweitligaspiele, gewann zweimal die deutsche Meisterschaft (1988 und 1993), zweimal den DFB-Pokal (1991 und 1994) sowie den Europapokal der Pokalsieger (1992). Schaaf war mit 17 Jahren und 353 Tagen lange Zeit der jüngste Spieler, der für den SV Werder Bremen in der Bundesliga eingesetzt wurde. 2020 wurde er durch den einen Tag jüngeren Nick Woltemade abgelöst.

## Trainer- und Funktionärskarriere

### Werder Bremen

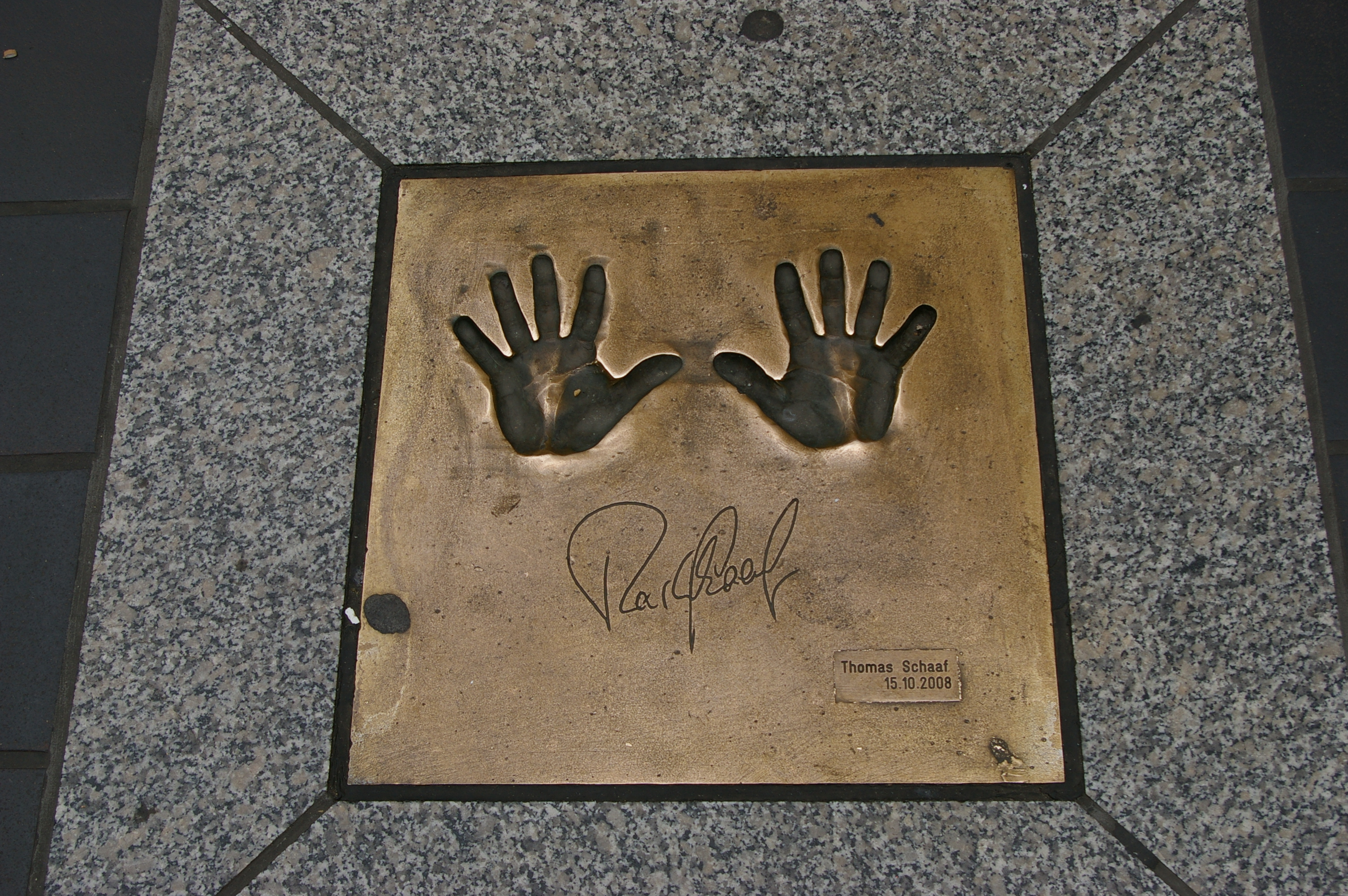
Bremen, Handabdruck in der Lloyd-Passage

Von 1988 bis 1995 war Schaaf neben seiner Funktion als Spieler auch Jugendtrainer bei Werder Bremen und stieg später zum Trainer der Amateurmannschaft auf.
Am 10. Mai 1999 wurde Schaaf Trainer der Profimannschaft, um den drohenden Abstieg zu verhindern, was ihm gelang. Er führte sie außerdem einen Monat später gegen den FC Bayern München im Elfmeterschießen überraschend zum Gewinn des DFB-Pokals. Für den FC Bayern, der kurz zuvor den Titel in der Champions League verpasst hatte, war es erst die zweite Endspielniederlage im DFB-Pokal. Mit diesem Pokalsieg war Schaaf der dritte Trainer nach Ludwig Janda und Aki Schmidt, der den Pokal zuvor auch bereits als Spieler gewonnen hatte. Danach sollte Schaaf zum Erfolgstrainer werden. Bereits im folgenden Jahr wiederholte sich die Endspielpaarung im DFB-Pokal, ging diesmal aber mit 3:0 für den FC Bayern aus. Mit dem Gewinn des „Doubles“, also der deutschen Meisterschaft und des DFB-Pokals in einer Spielzeit, wurde die Saison 2003/04 unter Schaaf zum erfolgreichsten Jahr in der Vereinsgeschichte von Werder Bremen.
In den folgenden Jahren erreichte Schaaf mit dem SV Werder beständig die Teilnahme an der UEFA Champions League: 2004/05, 2006/07 und 2009/10 als Bundesliga-Dritter, 2005/06 und 2007/08 als Vize-Meister. In der Saison 2008/09 erreichte Schaaf mit Werder das Finale des UEFA-Pokals, das mit 1:2 gegen Schachtjor Donezk verloren ging. Daneben gelang ihm zum dritten Mal der Sieg im DFB-Pokal, was (geteilten) Trainer-Rekord bedeutet und wodurch sich Werder für die neu geschaffene UEFA Europa League in der Folgesaison qualifizierte, dort aber als Vorjahresfinalist schon im Achtelfinale ausschied.

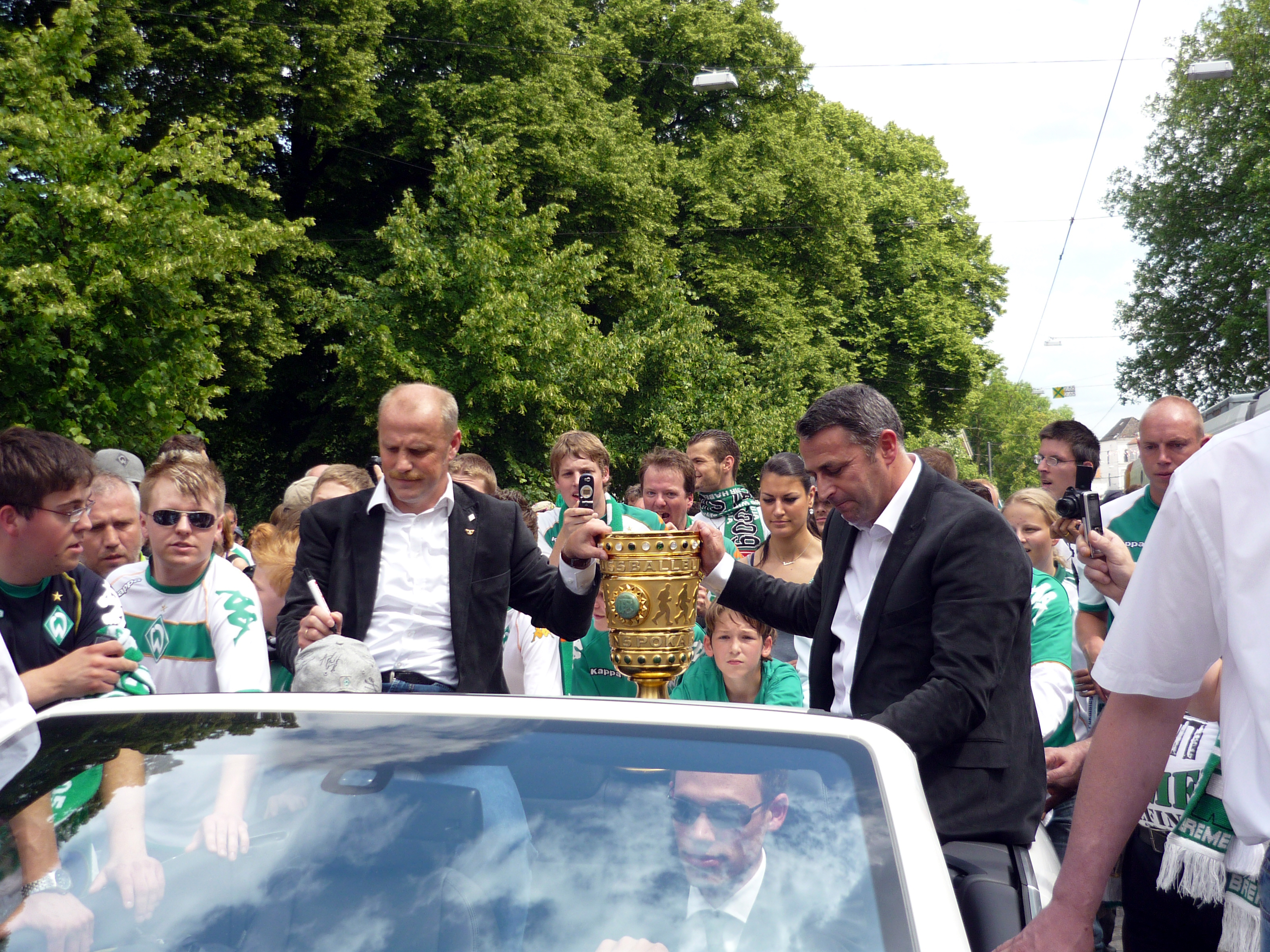
Schaaf (Mitte links) nach dem Gewinn des DFB-Pokals 2009

Es schlossen sich für Werder Bremen weniger erfolgreiche Spielzeiten in der Bundesliga an. Als der verletzungsgeplagte Verein in der Spielzeit 2010/11 durch eine Negativserie an den Rand des Abstiegskampfes geriet, entstand eine öffentliche Diskussion um den Trainer, dem von Seiten des Vereins jedoch mehrfach das Vertrauen ausgesprochen wurde. Der langjährige Manager des SV Werder, Klaus Allofs, wies Forderungen nach einer Ablösung zurück: Man werde nicht den Fehler anderer Vereine begehen, nur um durch einen Trainerwechsel „für vielleicht zwei Wochen einen psychologischen Effekt zu haben“.
In der Spielzeit 2012/13 kam erneut eine Trainerdiskussion auf, nachdem Werder Bremen im Frühjahr immer tiefer in den Abstiegskampf geraten war. Der neue Manager Thomas Eichin, der nach Allofs’ Wechsel zum VfL Wolfsburg seit wenigen Monaten amtierte, stellte sich zunächst vor Schaaf. Schaaf selbst bot erstmals am 20. April indirekt seinen Rücktritt an. Obwohl Werder kurz zuvor unter Thomas Schaaf am 33. Spieltag den Klassenerhalt gesichert hatte, trennten er und Werder Bremen sich am 14. Mai im gegenseitigen Einvernehmen mit sofortiger Wirkung. Schaafs Vertrag wäre 2014 abgelaufen und hätte innerhalb weniger Monate Vereinsrekord vor Otto Rehhagel bedeutet.
Zum Zeitpunkt seines Ausscheidens war Schaaf mit weitem Abstand dienstältester Trainer eines Fußball-Bundesligisten; er ist in der Geschichte des deutschen Profifußballs einer der Trainer, der am längsten ununterbrochen (14 Jahre und 5 Tage) für einen Verein tätig war. Er gilt als sehr sachlicher und kompetenter Trainer, der ab 1999 aus einer verunsicherten Mannschaft ein Team geformt hatte, das jahrelang auf hohem Niveau spielte und zeitweise ein Gegner des FC Bayern München um die Meisterschaft war.
Am 7. September 2013 war Schaaf beim Abschiedsspiel von Torsten Frings im Weserstadion Trainer der „Werder Allstars“. Im Oktober arbeitete er für die UEFA bei einem Trainerausbildungskurs in Nyon (Schweiz).

### Eintracht Frankfurt
Zur Saison 2014/15 wurde er vom Bundesligisten Eintracht Frankfurt mit einem Zweijahresvertrag als Nachfolger von Armin Veh verpflichtet. Im Oktober 2014 erfolgte seine 750. Teilnahme als Spieler oder Trainer an einem Bundesligaspiel. Am Ende der Saison erreichte er mit der Eintracht Rang 9, was gegenüber dem Vorjahr eine Verbesserung um vier Plätze bedeutete. Kurz nach Saisonende, am 26. Mai 2015, trat Thomas Schaaf als Trainer von Eintracht Frankfurt zurück. Er begründete dies mit fehlender Rückendeckung von Teilen des Aufsichtsrates. Sein Nachfolger wurde sein Vorgänger Armin Veh.

### Hannover 96
Zur Rückrunde der Saison 2015/16 übernahm Schaaf die auf dem 17. Tabellenplatz stehende Bundesligamannschaft von Hannover 96 vom zurückgetretenen Michael Frontzeck. Er erhielt einen bis zum 30. Juni 2017 datierten Vertrag, der nur für die Bundesliga galt. Nach nur einem Sieg und neun Niederlagen aus zehn Spielen und dem Absturz auf den letzten Tabellenplatz mit zehn Punkten Rückstand auf den Relegationsplatz einigten sich Schaaf und der Verein auf ein definitives Ende der Zusammenarbeit im Abstiegsfall. Nachdem drei Tage später die zehnte Niederlage unter Schaafs Regie folgte, wurde er von seinen Aufgaben entbunden und durch den Trainer der U19, Daniel Stendel, ersetzt.

### Rückkehr nach Bremen
Zur Saison 2018/19 kehrte Schaaf zu Werder Bremen zurück und übernahm die Funktion des Technischen Direktors. Im Oktober 2019 verstärkte er übergangsweise das Trainerteam der Regionalligamannschaft um Cheftrainer Konrad Fünfstück als Ersatz für den verletzten Co-Trainer Björn Dreyer.
Vor dem letzten Spieltag der Saison 2020/21 übernahm Schaaf bis zum Saisonende die Profimannschaft von Florian Kohfeldt, die nach nur einem Punkt aus den letzten neun Spielen mit 31 Punkten auf dem Relegationsplatz stand, wobei die Differenz auf einen direkten Abstiegsplatz und den ersten Nicht-Abstiegsplatz jeweils einen Punkt betrug. Durch eine 2:4-Niederlage gegen Borussia Mönchengladbach fiel Werder auf den 17. Platz und stieg zum zweiten Mal nach 1980 in die 2. Bundesliga ab.
Am 21. Juni 2021 gab der SV Werder Bremen bekannt, Schaafs Vertrag nach dem Erstliga-Abstieg aus wirtschaftlichen Gründen nicht zu verlängern.

## Weitere Tätigkeiten

### UEFA
Seit 2011 arbeitet Schaaf auch für den europäischen Fußballverband UEFA. Bei der Europameisterschaft 2016 in Frankreich wurde er als „Technical Observer“ eingesetzt und beobachtete alle Vorrundenspiele. Die Gesamtauswertung von Schaaf und seinen 12 Kollegen veröffentlichte die UEFA im September 2016 in ihrem Technical Report.

### Berater
Seit dem 6. Dezember 2023 berät Schaaf den VfB Oldenburg. Er hat die Aufgabe, die „strategische Weiterentwicklung des VfB“ in den Blick zu nehmen.

## Erfolge

### Als Spieler
- Deutscher Meister: 1988, 1993
- Vize-Meister: 1983, 1985, 1986, 1995
- DFB-Pokalsieger: 1991, 1994
- Vize-Pokalsieger: 1989, 1990
- DFB-Supercup: 1988, 1993, 1994
- Europapokal der Pokalsieger: 1992
- UEFA-Pokal: Halbfinale 1988 und 1990

### Als Trainer
- Deutscher Meister: 2004
  - Vizemeister: 2006, 2008
- DFB-Pokalsieger: 1999, 2004, 2009
  - Pokalfinalist: 2000, 2010
- DFL-Ligapokal: 2006
- UEFA-Pokal: Finale 2009, Halbfinale 2007

### Ehrungen
- 2004 nach Meistertitel und DFB-Pokal-Gewinn mit Werder Bremen zum Trainer des Jahres gewählt und vom Fachblatt kicker zum Mann des Jahres sowie zum Kicker-Trainer des Jahres im deutschen Fußball bestimmt
- 2008 Aufnahme in die Mall of Fame in Bremen (Handabdruck)
- Seit 2010 Ehrenmitglied des SV Werder Bremen